# Epidendrum microcharis
Epidendrum microcharis är en orkidéart som beskrevs av Heinrich Gustav Reichenbach. Epidendrum microcharis ingår i släktet Epidendrum och familjen orkidéer. Inga underarter finns listade i Catalogue of Life.

## Bildgalleri

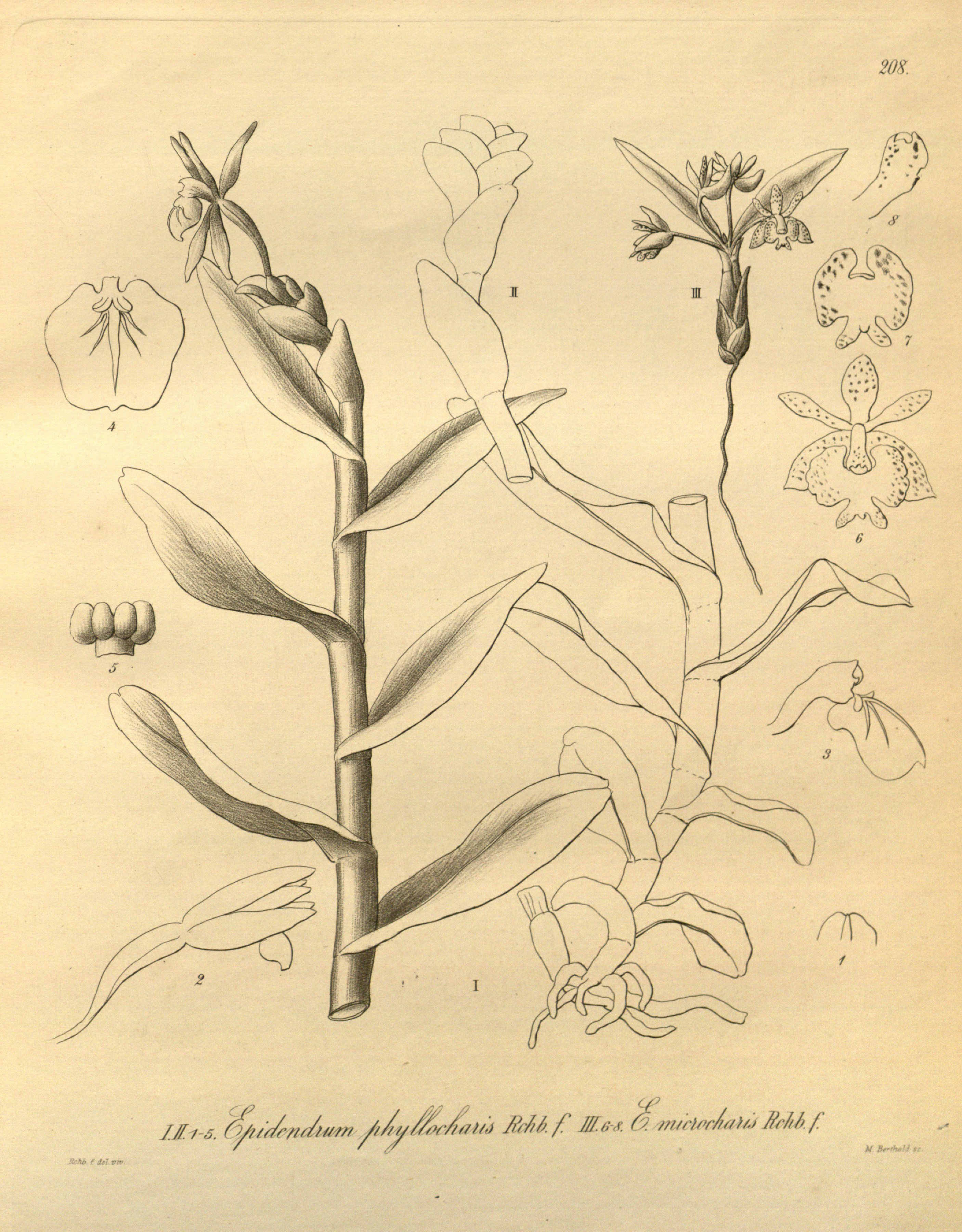